# Noble Drew Ali
Noble Drew Ali (nacido como Timothy Drew el 8 de enero de 1886 en Carolina del Norte, fallecido el 20 de julio de 1929) fue un pionero del nacionalismo negro y el fundador de la congregación del Templo de la Ciencia Morisca en 1913.
Noble Drew Ali fundó la congregación como un grupo islámico, pero también se inspiró en el budismo, el cristianismo, la francmasonería, el gnosticismo y el taoísmo. Noble Drew Ali estuvo entre los asistentes a la conferencia del Templo de la Ciencia Morisca celebrada en Chicago en 1928. Hay muchos mitos sobre su origen: Algunos dicen que Noble Drew Ali nació de gitanos errantes en Europa, que viajó al Reino de Marruecos y recibió un encargo del Rey de Marruecos para difundir el Islam en los Estados Unidos, otro mito dice que estuvo viviendo con la tribu Cheroqui.